# Les Amusements de la vie privée
Pour plus de détails, voir Fiche technique et Distribution.
Les Amusements de la vie privée (I divertimenti della vita privata) est un film franco-italien réalisé par Cristina Comencini, sorti en 1990.

## Synopsis
Pendant la Révolution française, une prostituée accepte de se faire passer pour une femme riche qui lui ressemble beaucoup.

## Fiche technique
- Titre original : I divertimenti della vita privata
- Titre français : Les Amusements de la vie privée
- Réalisation : Cristina Comencini
- Scénario : Gérard Brach, Jackye Fryszman et Cristina Comencini
- Photographie : Fabio Cianchetti
- Musique : Fiorenzo Carpi
- Montage : Nino Baragli
- Décors : Paola Comencini
- Costumes : Antonella Berardi
- Son : Jean-Louis Ducarme et Jean-Paul Loublier
- Pays d'origine :  Italie -  France
- Format
- Genre : comédie
- Durée : 100 min
- Date de sortie : 1990

## Distribution
- Delphine Forest : Julie Renard  /  Mathilde
- Christophe Malavoy : Honoré de Dumont
- Giancarlo Giannini : Charles Renard
- Vittorio Gassman : le marquis
- Roberto Infascelli : Jean-Jacques Renard
- Roberto Citran : Belzé
- Nathalie Guetta : Nanny
- Luciano Bartoli : Vincent
- Valentin Bardawil : Colin
- Davide Bechini : Emile
- Pascale Bureau : Diane
- Maria Meriko : Catherine
- Jean-Pierre Sentier : Jobert
- Cécile Bois
- Laurent Laffargue